# Rio Pelotas
Rio Pelotas – rzeka w południowej części Brazylii, w stanie Rio Grande do Sul.
Rio Pelotas rozpoczyna bieg na zachodnim zboczu gór Serra Geral w Alto do Bispo, zaś po przepłynięciu 450 km w okolicach Marcelino Ramos łączy się z Rio Canoas, tworząc Urugwaj. Rzeka wyznacza granice pomiędzy stanami Rio Grande do Sul i Santa Catarina.